# Campobello di Mazara
Campobello di Mazara (szicíliaiul Campubbeddu) település Olaszországban, Trapani megyében. Lakosainak száma 11 382 fő (2023. január 1.). Campobello di Mazara Castelvetrano és Mazara del Vallo községekkel határos.

## Népesség
A település népességének változása:
| Lakosok száma | 11 898 | 11 769 | 11 382 |
|               | 2017   | 2018   | 2023   |